# الهادي خالدي
الهادي خالدي من مواليد 30 سبتمبر 1956 في تونس  أكاديمي وسياسي جزائري ، عضو في جبهة التحرير الوطني .
رئيس جامعة التعليم المتواصل من 1998 إلى 2003.

## وظائف
- منذ عام 2003 ، وزير التكوين والتعليم والمهنيين.
- 2007 ، نائب في المجلس الشعبي الوطني ( جبهة التحرير الوطني ).[4]